# Greve dos entregadores na Coreia do Sul em 2021
As greves de trabalhadores de entrega da Coreia do Sul de 2021 são uma série de greves de entregadores que ocorreram na Coreia do Sul em 2021.

## Contexto
A indústria de entrega experimentou um aumento significativo durante a pandemia de COVID-19 na Coreia do Sul, com um aumento de 21% no número de encomendas entregues em 2020 em comparação com 2019. No entanto, as 40.000 pessoas que trabalham como entregadores na Coreia do Sul enfrentam problemas significativos, incluindo baixos salários, más condições de trabalho e horas de trabalho extremamente longas. Muitos entregadores são obrigados a trabalhar até 14 horas por dia. Em 2020, foi documentado que pelo menos 19 entregadores morreram devido ao excesso de trabalho. Em agosto daquele ano, o Ministério do Trabalho da Coreia do Sul emitiu um comunicado pedindo às empresas de logística que garantissem que os entregadores descansassem o suficiente.

## Greves
Em 15 de janeiro, o Sindicato de Solidariedade dos Entregadores de Encomendas anunciou que iria realizar uma votação para uma greve, dizendo que "mesmo depois que as empresas de logística anunciaram medidas para evitar mortes por excesso de trabalho (em outubro), um trabalhador morreu e outros quatro desmaiaram devido a excesso de trabalho." No dia 20 de janeiro, 91% dos trabalhadores votaram a favor da greve, com 97% de comparecimento. A greve teria duração indefinida e estava previsto que causaria interrupções significativas nas entregas por volta do Ano Novo Lunar.
No dia 21 de janeiro, o sindicato e as empresas de logística anunciaram a obtenção de um acordo, sob a mediação do Ministério de Terras, Infraestrutura e Transportes. O acordo limitaria a jornada de trabalho a um máximo de 60 horas semanais e 12 horas diárias, além de limitar as entregas após as 21h00. O acordo também veria as empresas de logística criarem sistemas para separar os pacotes, em vez de depender de trabalhadores de entrega para separar e entregar os pacotes.
No entanto, imediatamente a seguir ao acordo, surgiram dúvidas quanto à concretização do negócio, tendo trabalhadores de entregas em várias localidades do país relatado que as empresas não o buscavam concretiza-lo. Em resposta, o sindicato anunciou que relançaria a greve. Em 29 de janeiro, a greve foi cancelada depois que as empresas concordaram em assinar um acordo legalmente vinculante, incluindo equipes de fiscalização do governo para garantir que as empresas cumprissem os termos.
Em 4 de fevereiro, mais polêmica sobre a implementação do negócio foi gerada depois que a Associação de Empreiteiros de Entrega emitiu uma reclamação dizendo que eles não foram incluídos nas negociações e não receberam quaisquer detalhes sobre os planos das empresas para resolver o problema de classificação.
Em abril, ocorreu um conflito entre trabalhadores de entrega e um complexo residencial no distrito de Gangdong, no leste de Seul, depois que o complexo proibiu os trabalhadores de estacionar dentro do complexo, mas os residentes ainda exigiram que os trabalhadores fizessem as entregas direto em suas portas. Em 2 de maio, um sindicato de trabalhadores de entrega representando 5.500 trabalhadores filiados ao CCS anunciou que iria realizar uma votação sobre a possibilidade de fazer uma greve em protesto contra gapjil. No dia 7 de maio, 77% dos trabalhadores votaram a favor da greve, prevista para começar no dia 11 de maio.
Em junho, os trabalhadores de entrega afiliados ao Sindicato de Solidariedade dos Trabalhadores de Entrega de Pacotes deixaram o trabalho em várias empresas, incluindo CJ Logistics, Lotte Global Logistics, Hanjin Transportation e Logen. O sindicato acusou as empresas de logística de não terem implementado o acordo de janeiro sobre as condições de trabalho, com uma pesquisa interna mostrando que 85% dos entregadores ainda tinham que separar os pacotes sem indenização antes de entregá-los. Nas empresas onde os trabalhadores não tinham direito à greve, os trabalhadores optaram por começar a trabalhar com duas horas de atraso em protesto. A greve envolveu cerca de 10% dos entregadores do país. Uma manifestação realizada pelos trabalhadores em Seul foi reprimida pela polícia. Em 17 de junho, um novo acordo foi alcançado, onde as empresas mais uma vez concordaram em limitar a jornada de trabalho para 60 horas semanais e se comprometeram a contratar trabalhadores para separar as encomendas até setembro.
Em 20 de outubro, vários entregadores participaram da greve geral convocada pelo CCS.